# فیلیال
فیلیال (به لاتین: Filial) یک منطقهٔ مسکونی در روسیه است که در جمهوری آلتای واقع شده‌است.